# Norberto Yácono
Norberto Yácono   (Buenos Aires, 8 de gener de 1919 - Avellaneda, novembre 1985) fou un futbolista argentí de les dècades de 1940 i 1950 i entrenador de futbol.
Pacho Yácono ingressà al CA River Plate l'any 1933, quan tenia 13 anys. Ja el 28 de maig de 1939 debutà amb el primer equip en un partit davant Newell's Old Boys, partit que, a més, fou el darrer de Bernabé Ferreyra. Jugà al voltant de 15 anys amb el club, disputant 393 partits. Amb la selecció argentina debutà el 12 d'agost de 1942 a l'Estadi Centenario de Montevideo en un empat a 1 entre Argentina i Uruguai, partit de la Copa Lipton. Més tard participà en el Campionat Sud-americà de futbol de 1947. El seu darrer partit fou un amistós a Londres contra Anglaterra el 9 de maig de 1951. L'any 1953 deixà River per fitxa pel Club América de Mèxic. En aquest club també exercí d'entrenador la temporada 1955-56.
L'any 1958 es traslladà a Montreal, Canadà, jugant a la Canadian National Soccer League al club Montreal Cantalia. El 1959 s'uní al Canadian Alouettes FC. El 1961 fou nomenat entrenador de Montreal Cantalia a la Eastern Canada Professional Soccer League.

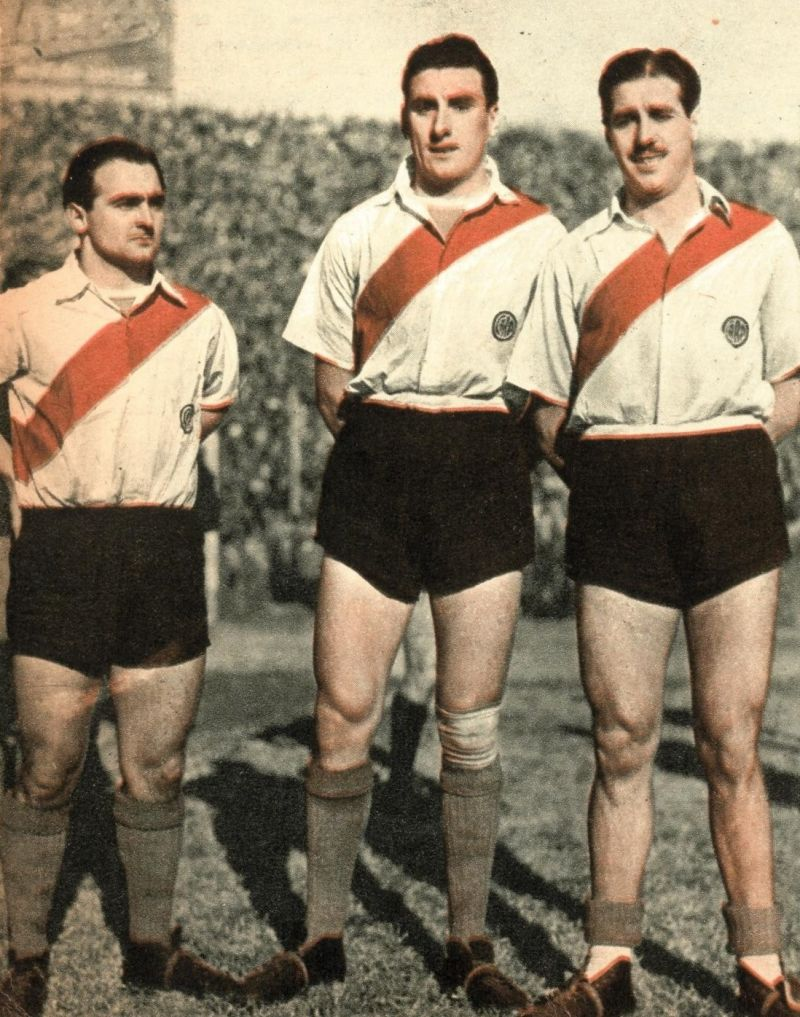
River Plate de 1945, d'esquerra a dreta Norberto Yácono, Néstor Rossi i José Ramos.